# Caligella
Caligella es un género de foraminífero bentónico de la familia Caligellidae, de la superfamilia Moravamminoidea, del suborden Fusulinina y del orden Fusulinida. Su especie tipo es Caligella borovkensis. Su rango cronoestratigráfico abarca desde el Frasniense hasta el Fameniense (Devónico superior).

## Discusión
Clasificaciones más recientes incluyen Caligella en la superfamilia Caligelloidea, del suborden Earlandiina, del orden Earlandiida, de la subclase Afusulinana y de la clase Fusulinata.

## Clasificación
Caligella incluye a las siguientes especies:
- Caligella borovkensis †
- Caligella ferganensis †
- Caligella gracilis †
  - Caligella gracilis breviseptata †
- Caligella magna †
- Caligella primitiva †
- Caligella subundulata †

Otra especie considerada en Caligella es:
- Caligella divida †, de posición genérica incierta